# Ron de ponsigué
El ron con ponsigué es una bebida alcohólica originada en Venezuela y preparada a partir de la maceración del ponsigué, una fruta similar a la cereza propia de climas tropicales con un sabor ácido, en recipientes de ron o aguardiente de caña.
Concretamente la bebida es tradicional del oriente venezolano, y es de espíritu celebratorio, tendiéndose su consumo para después de las misa de aguinaldo o las fiestas populares. Al momento de su preparación, se suelen macerar los frutos en un frasco de ron blanco con un clavo de olor, azúcar, canela y nuez moscada, dejándose reposar por espacio de un mes a un año, al término del cual debe tener un color más oscuro.
En Venezuela, se fabrica comercialmente en la localidad de Cumaná.